# Château de l'Empéri
Le château de l'Empéri est une fortification située à Salon-de-Provence dans le département des Bouches-du-Rhône.

## Historique
Le château de l'Empéri est un château fort construit au IXe siècle sur le rocher du Puech qui domine l’immense plaine de la Crau, à Salon-de-Provence. Il fut la résidence des archevêques d'Arles ainsi que des empereurs germaniques. C'est d'ailleurs de là qu'il tire son nom (Empèri signifiant empire en provençal). Devenu, avec Nostradamus et le centre historique un symbole de la ville, il attire chaque année des centaines de milliers de visiteurs. 
Ce château fait l’objet d’un classement au titre des monuments historiques depuis le 10 septembre 1956, il héberge le musée des Armées, le musée de Salon et de la Crau, le Jardin des Simples de Nostradamus.

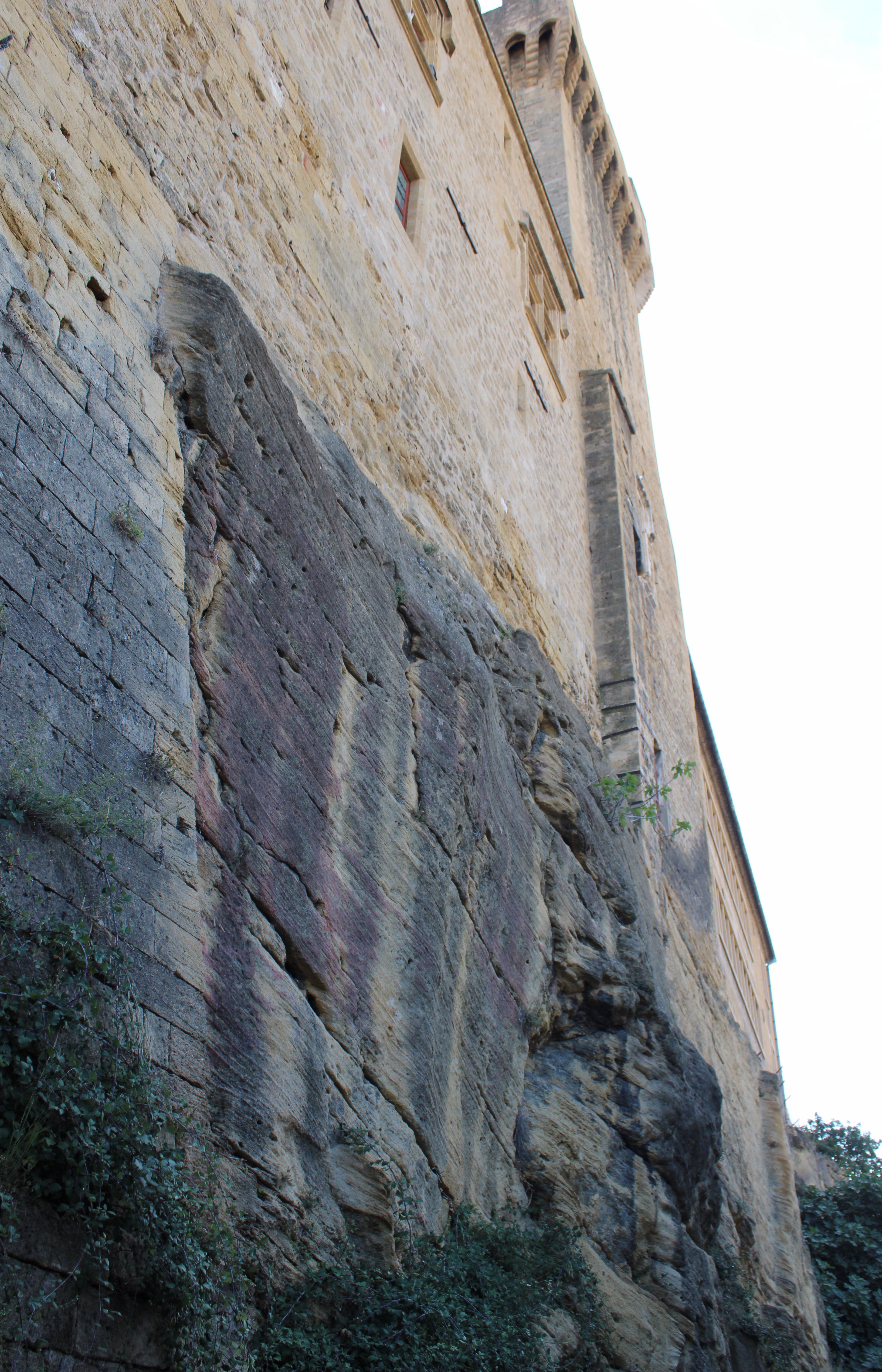
Les remparts du château assis sur la roche.
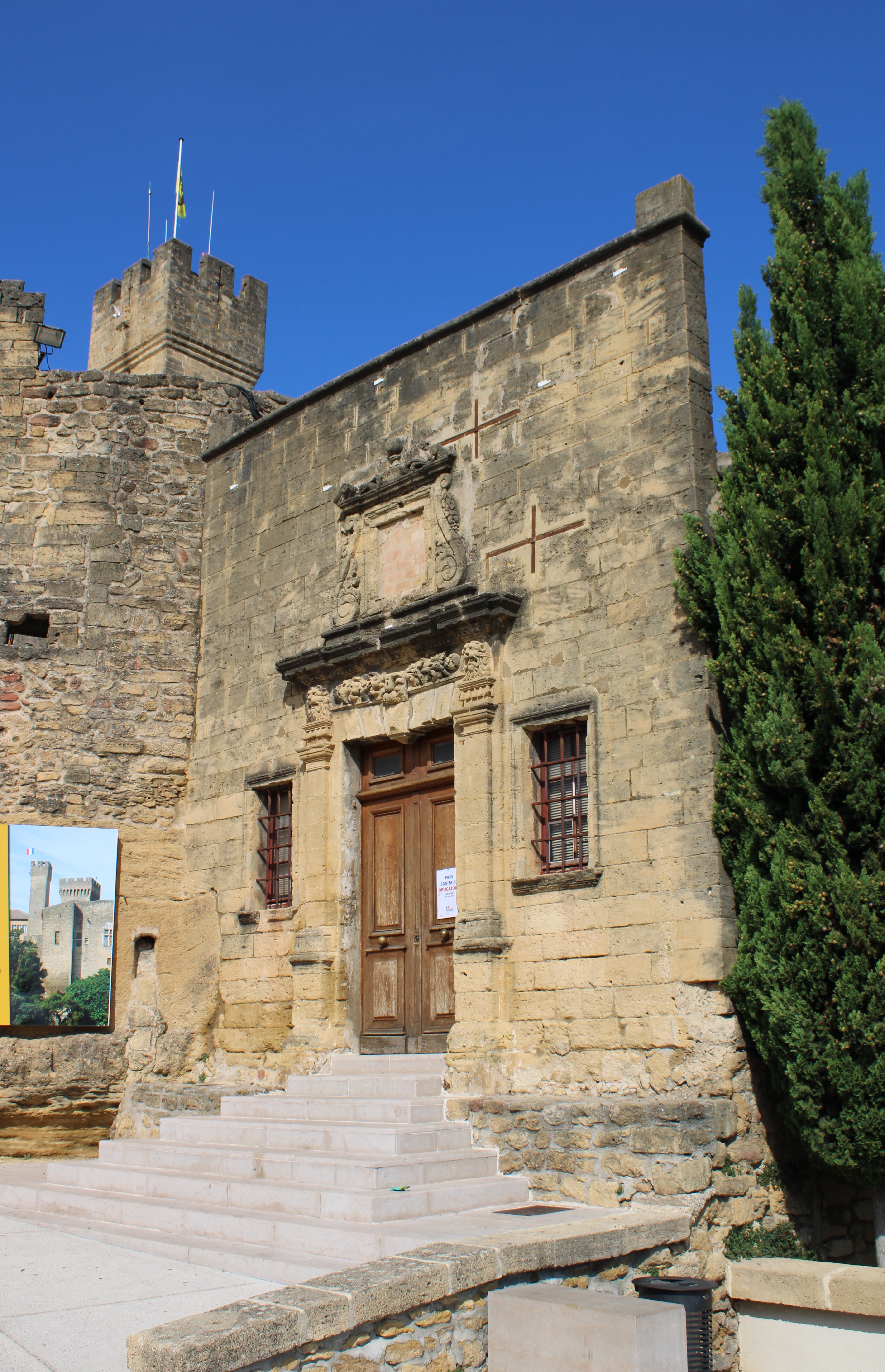
Porte d'entrée aux salles.
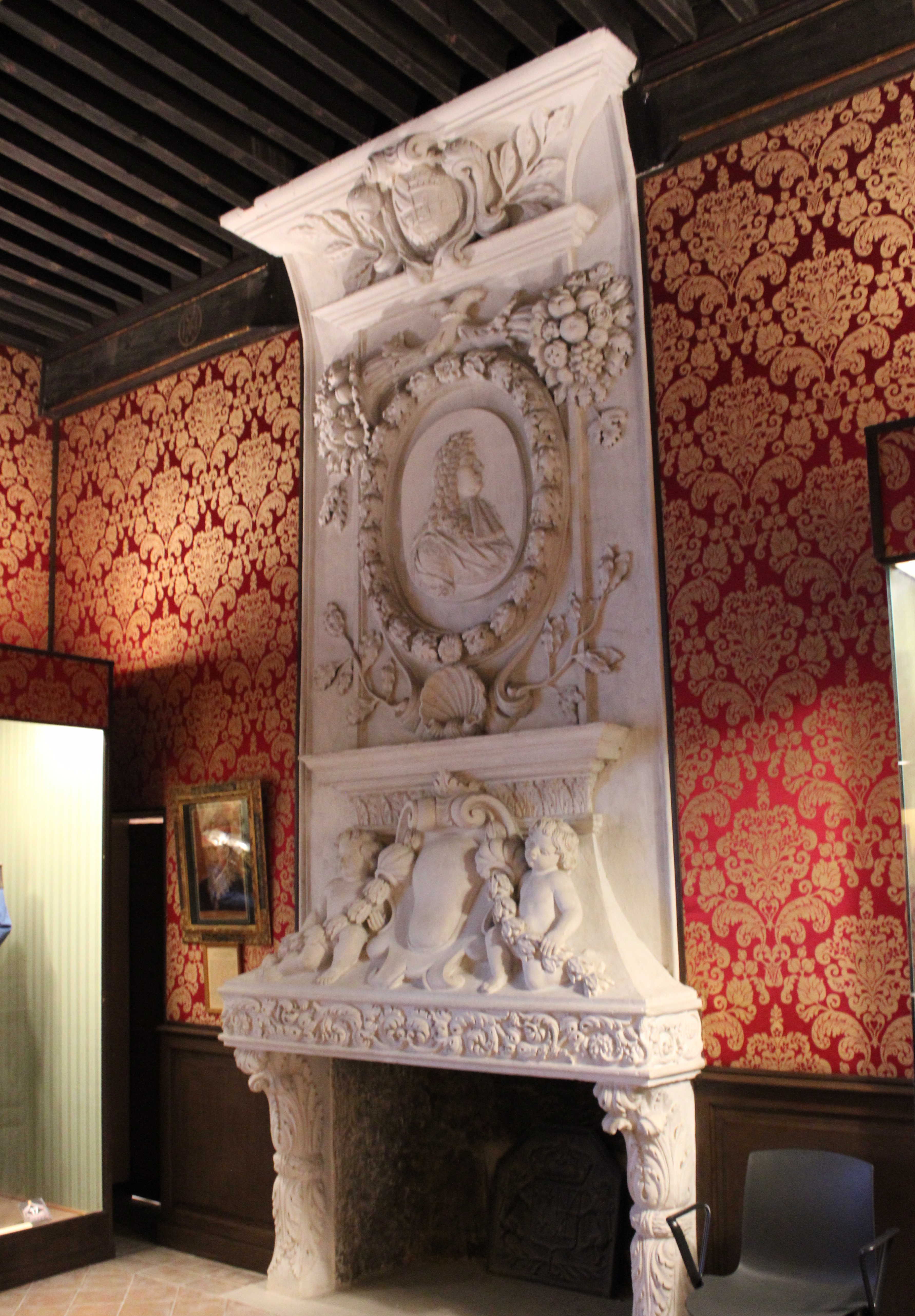
Une des cheminées du château.
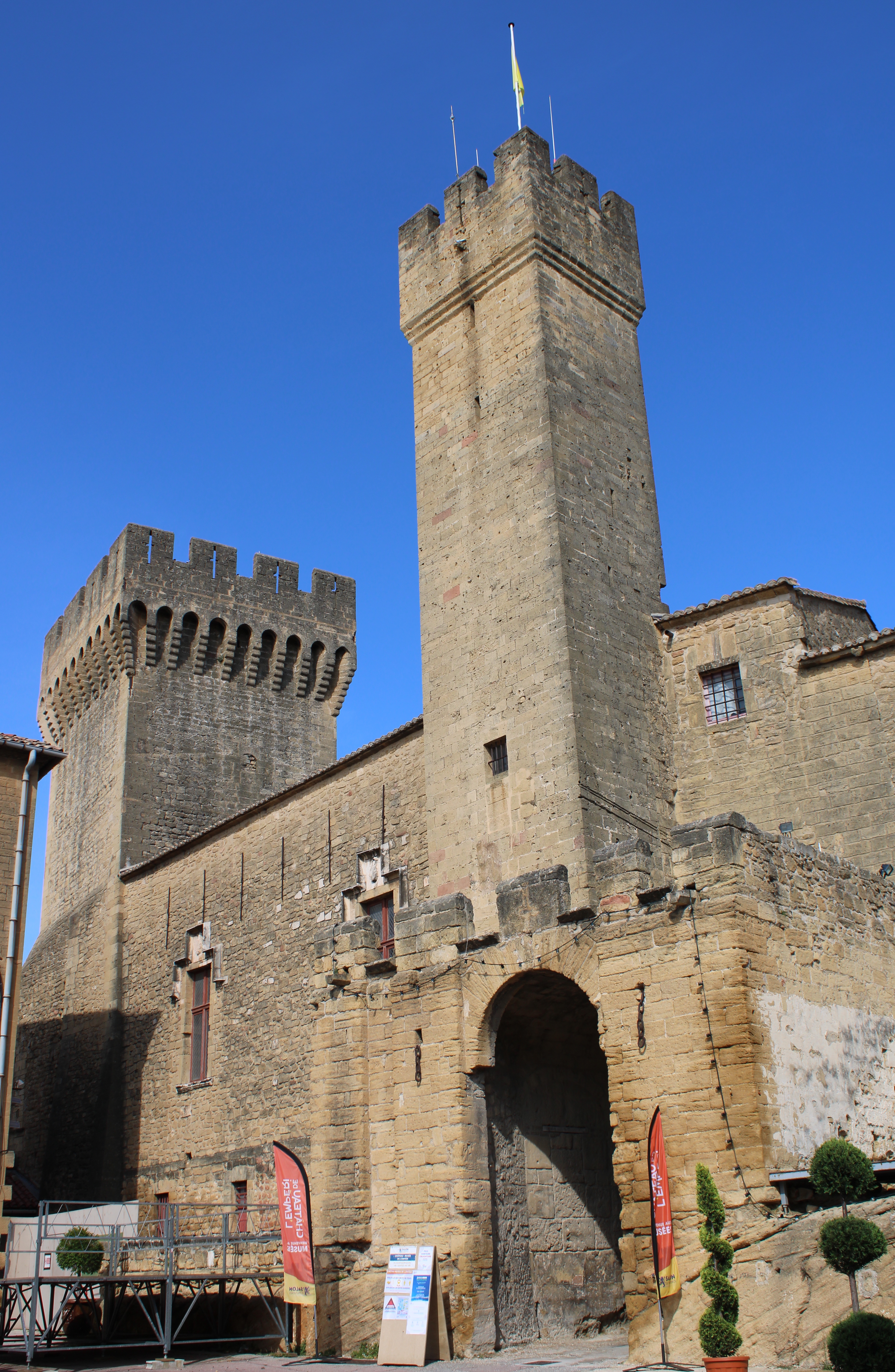
Le donjon.
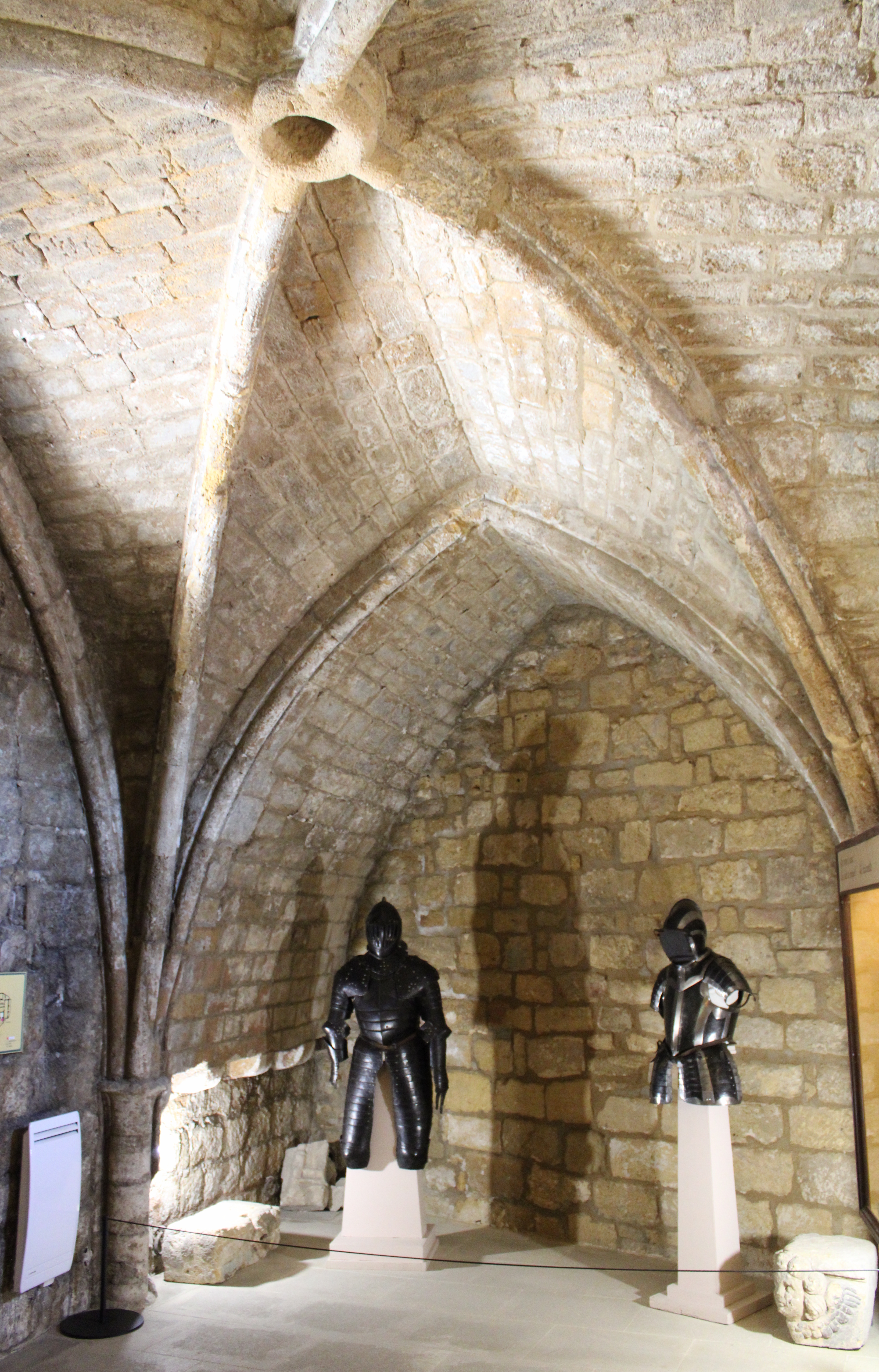
Une des salles du château.
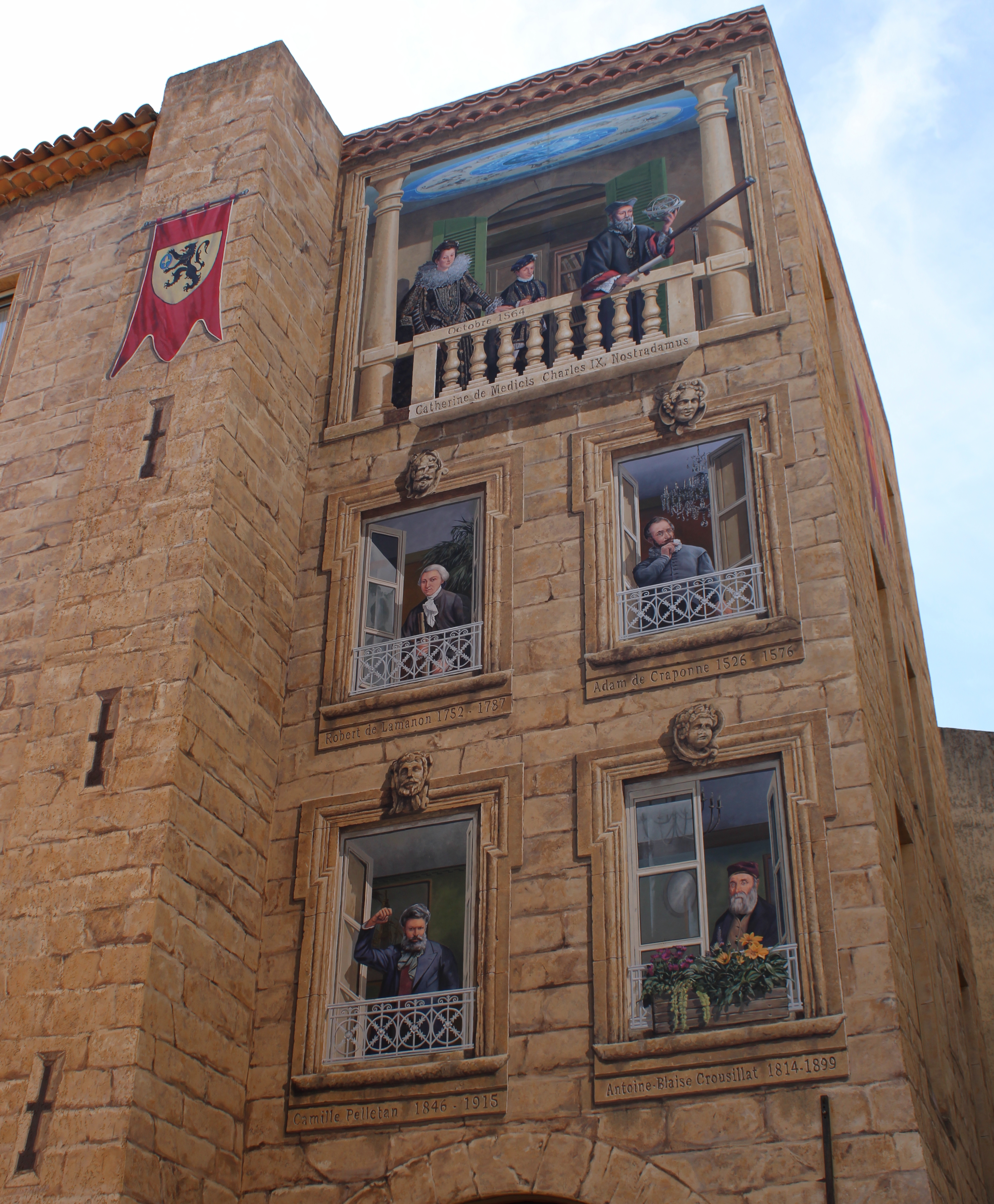
Décor en trompe-l'œil.

## Les musées

### Musée des Armées
Il est aujourd'hui le musée de l'Armée en région (annexe de celui des Invalides à Paris) présentant notamment des représentations très fidèles des différents corps d'armée depuis l'Ancien Régime, les guerres napoléoniennes jusqu'à la Grande Guerre. Il présente également dans le musée un exemplaire du lit de Napoléon à Sainte-Hélène. Toutes ces pièces sont issues de la collection Raoul & Jean Brunon, vendue à l'Etat en 1967. C'est un musée d'histoire et d'art militaire, à travers l'évolution de l'uniforme français, faisant une grande part à l'homme sous l'uniforme.
À travers les allées d'armes, de combinaisons, de mannequins de soldats, les médailles, le visiteur termine sa visite par la guerre de 14-18.
Parmi les pièces les plus mythiques, on peut citer :
- une paire de gant de Napoléon Ier, portée pendant la Campagne d'Égypte,
- habits de grand et de petit uniforme de Maréchal de France, ayant appartenu à Louis Nicolas Davout, duc d'Auerstaedt et prince d'Eckmühl[3],
- Bâton de Maréchal et porte-feuilles de Jean-Baptiste Bessières, duc d'Istrie,
- Bicorne d'officier général au règlement de l'an XII ayant appartenu au général baron Jean-Marie Ritay :
- Shako, épaulettes, bicorne et sabre du baron Rouillard de Beauval, officier aux flanqueurs-chasseurs[4],
- Habit du général comte Philippe Antoine d'Ornano, colonel major des Dragons de l'Impératrice,
- Dolman du général baron Claude Testot-Ferry, colonel major du 1er régiment des éclaireurs de la Garde impériale, mais aussi
- La giberne de Louis XV
- Un uniforme de caporal des grenadiers du Prince Impérial
- Le sabre d'Abdel Kader, dont la non-restitution est source de tensions avec l'Algérie[5].

### Galerie - Quelques uniformes

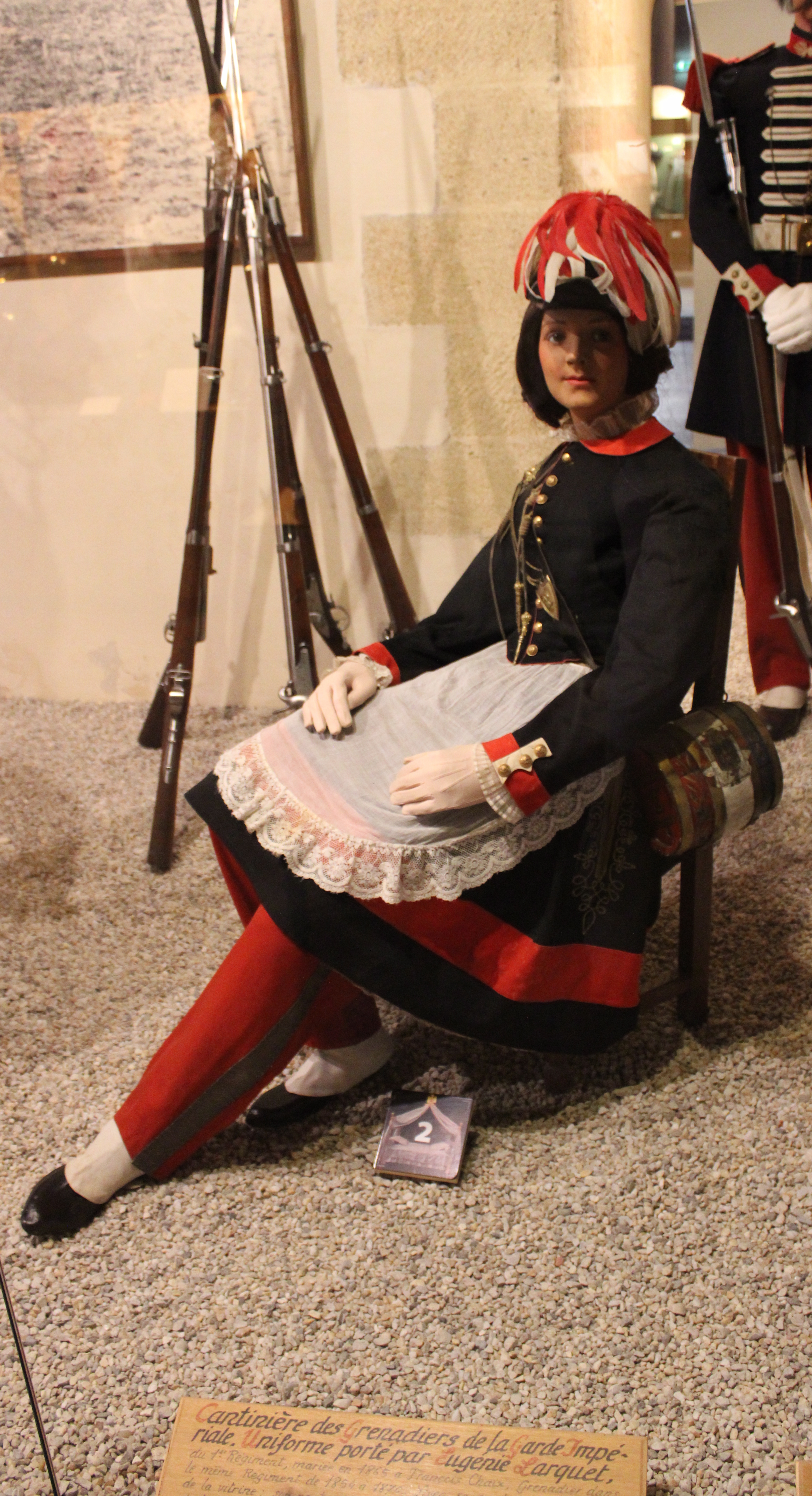
Cantinière des grenadiers de la Garde Impériale (vers 1860).
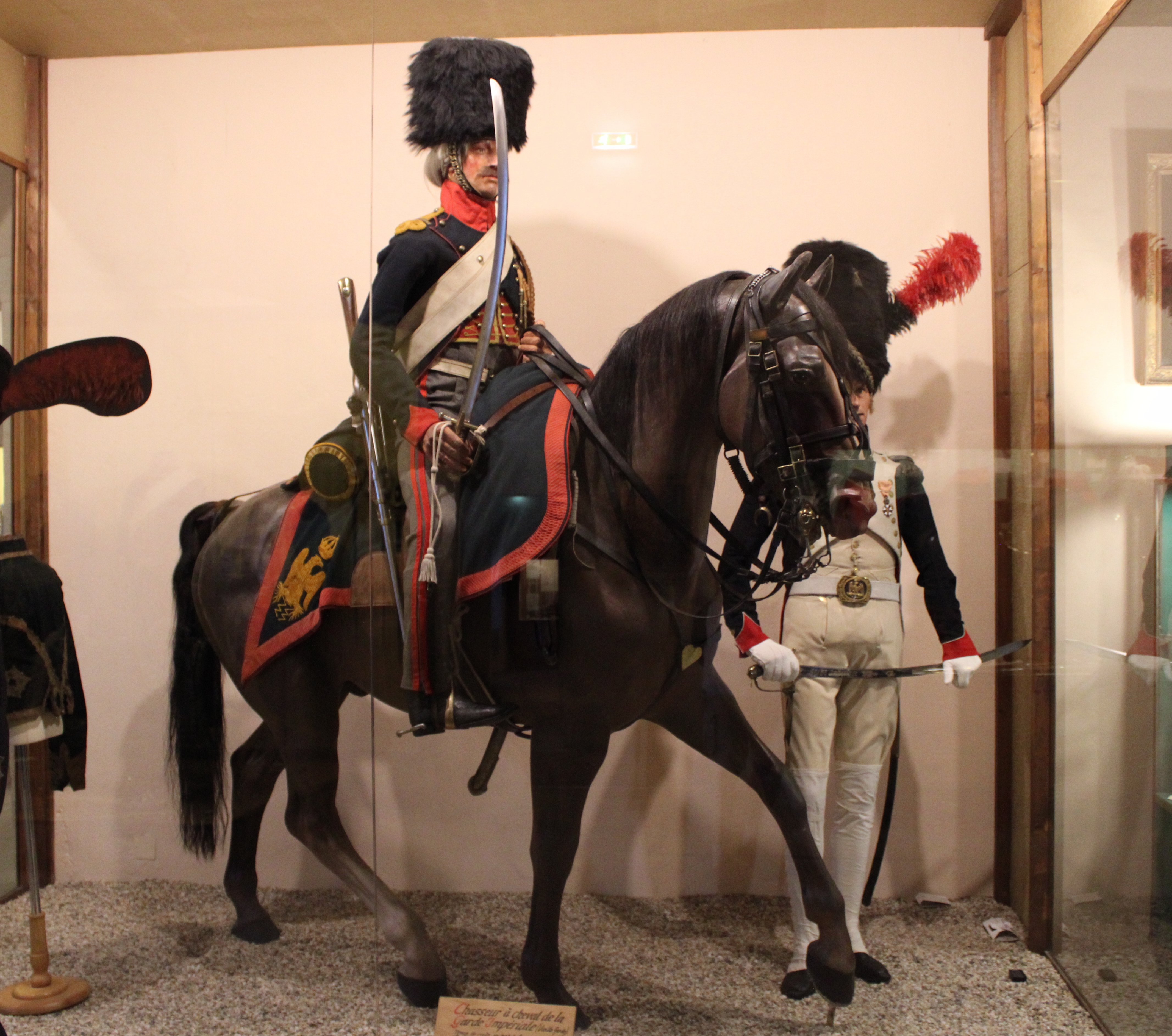
Chasseur à cheval de la Garde Impériale (1er Empire).
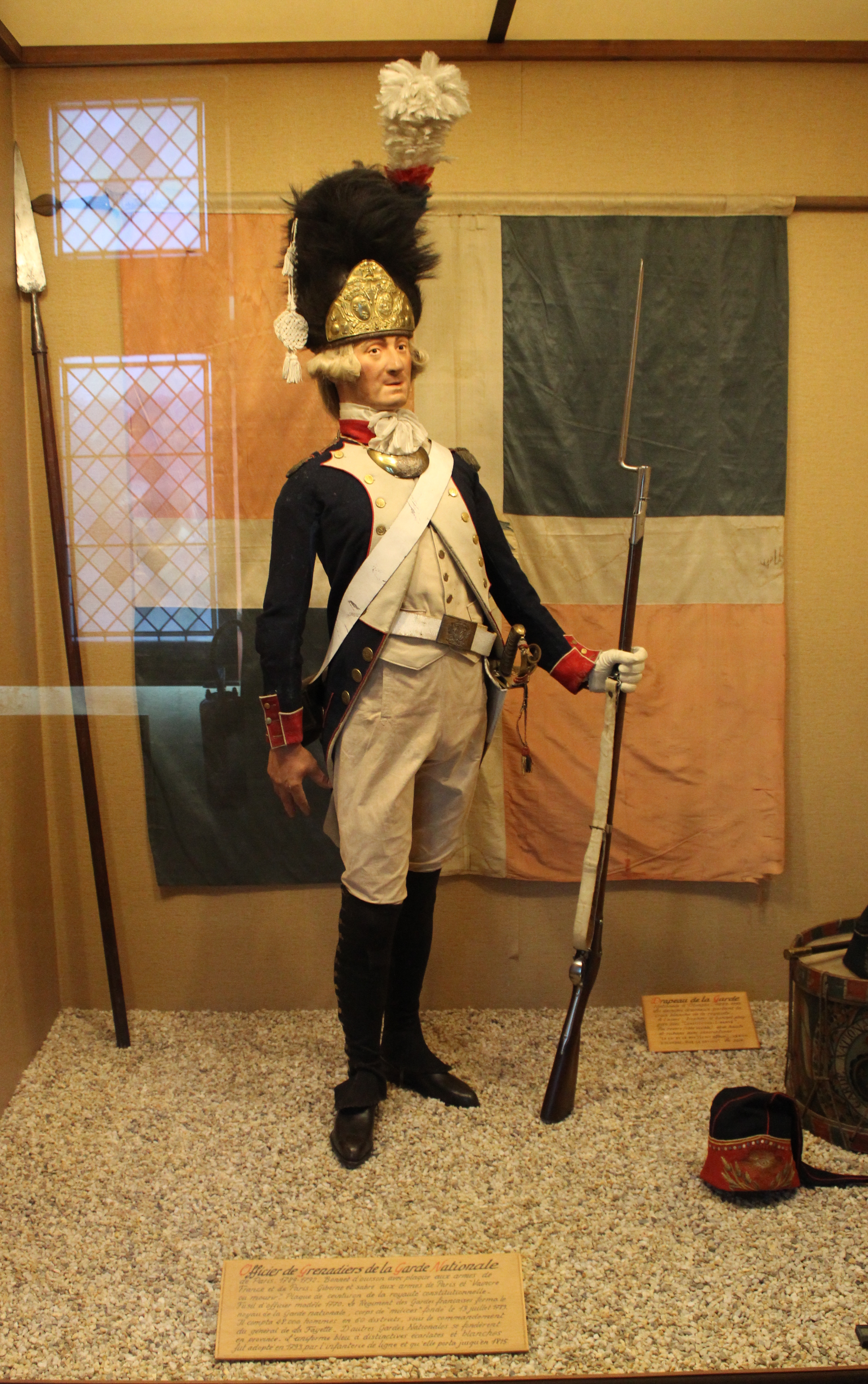
Officier de grenadiers de la Garde Nationale (1790).
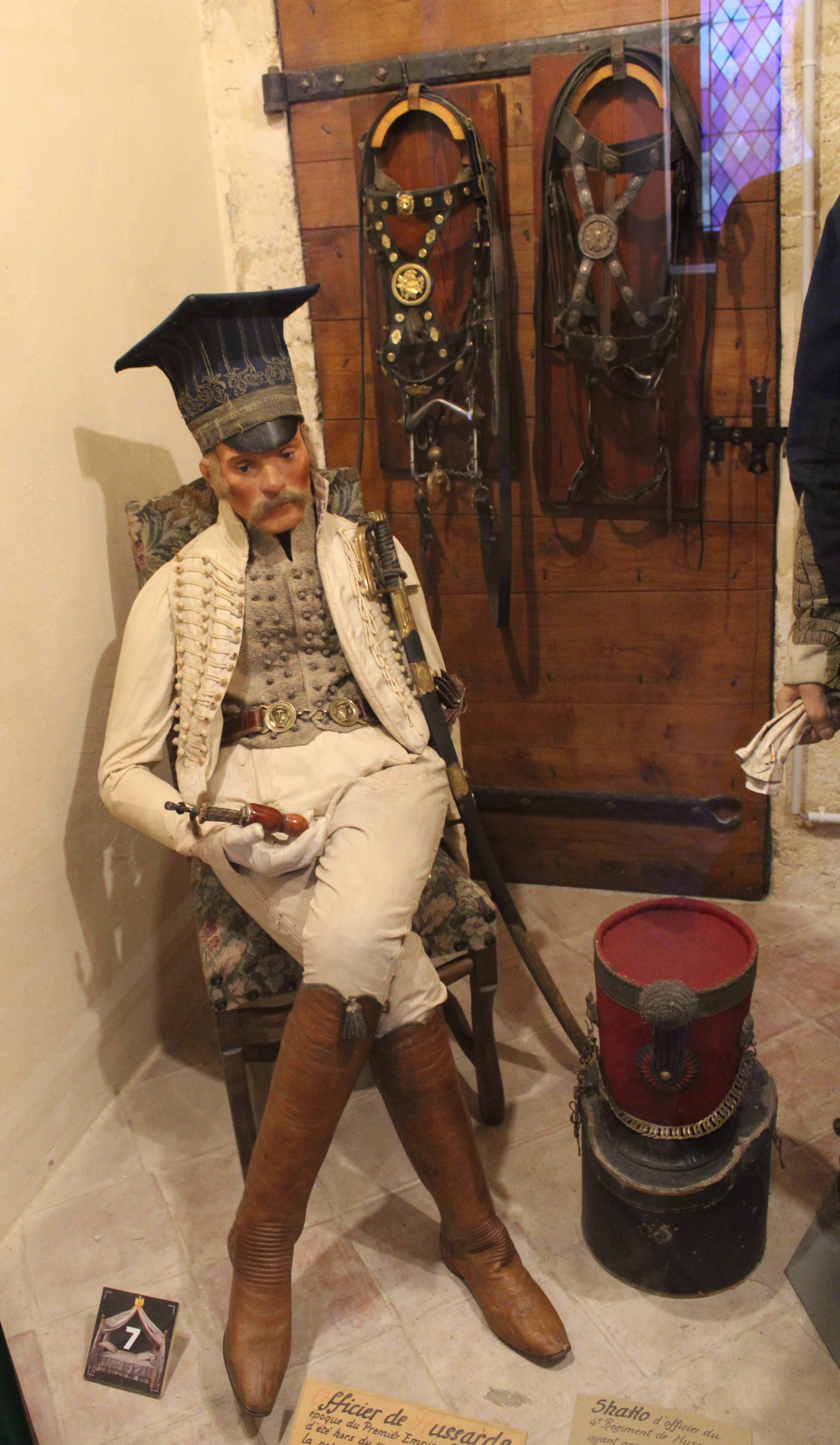
Officier de Hussards (1er Empire).
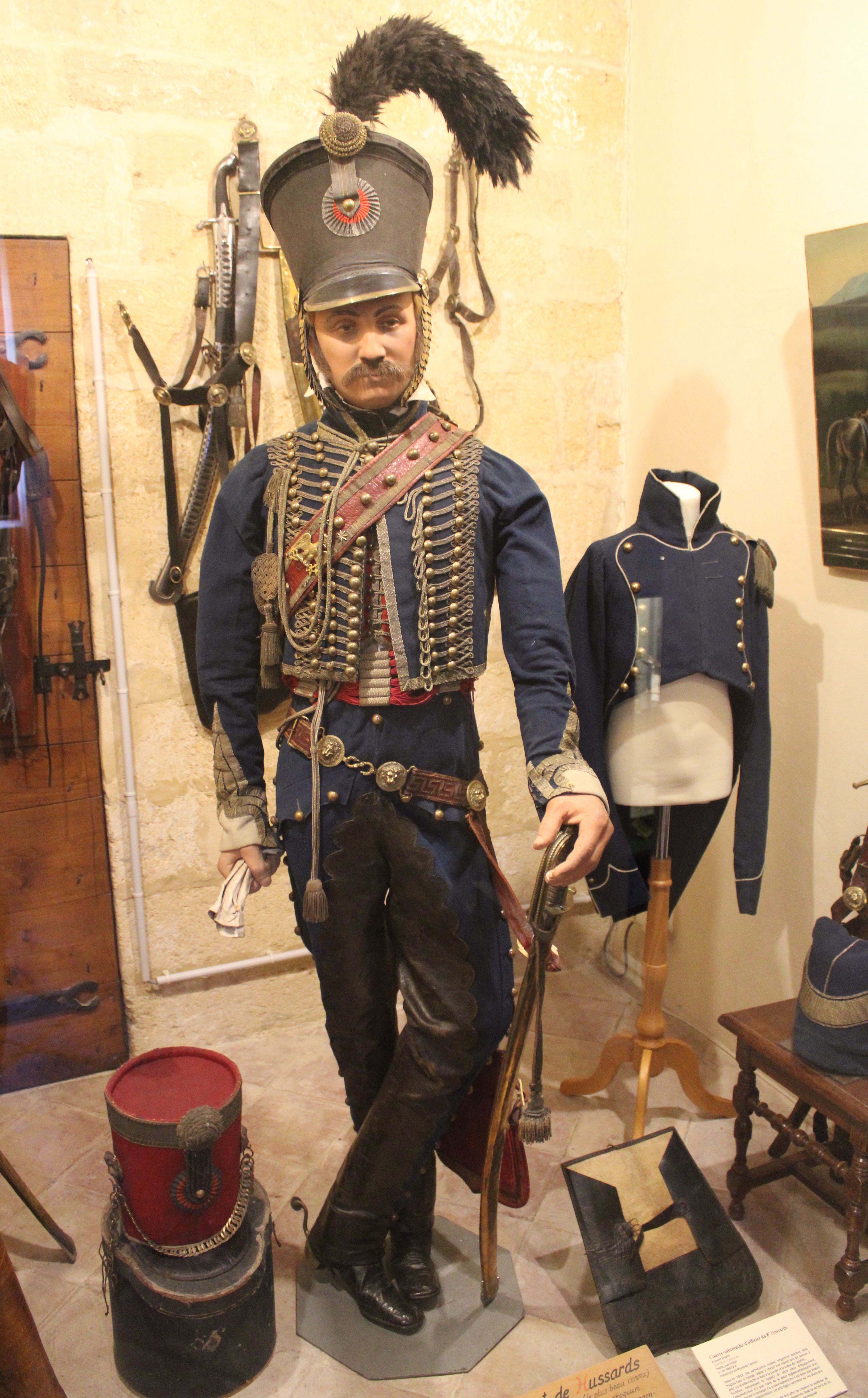
Officier du 5è Régiment de Hussards (1er Empire).
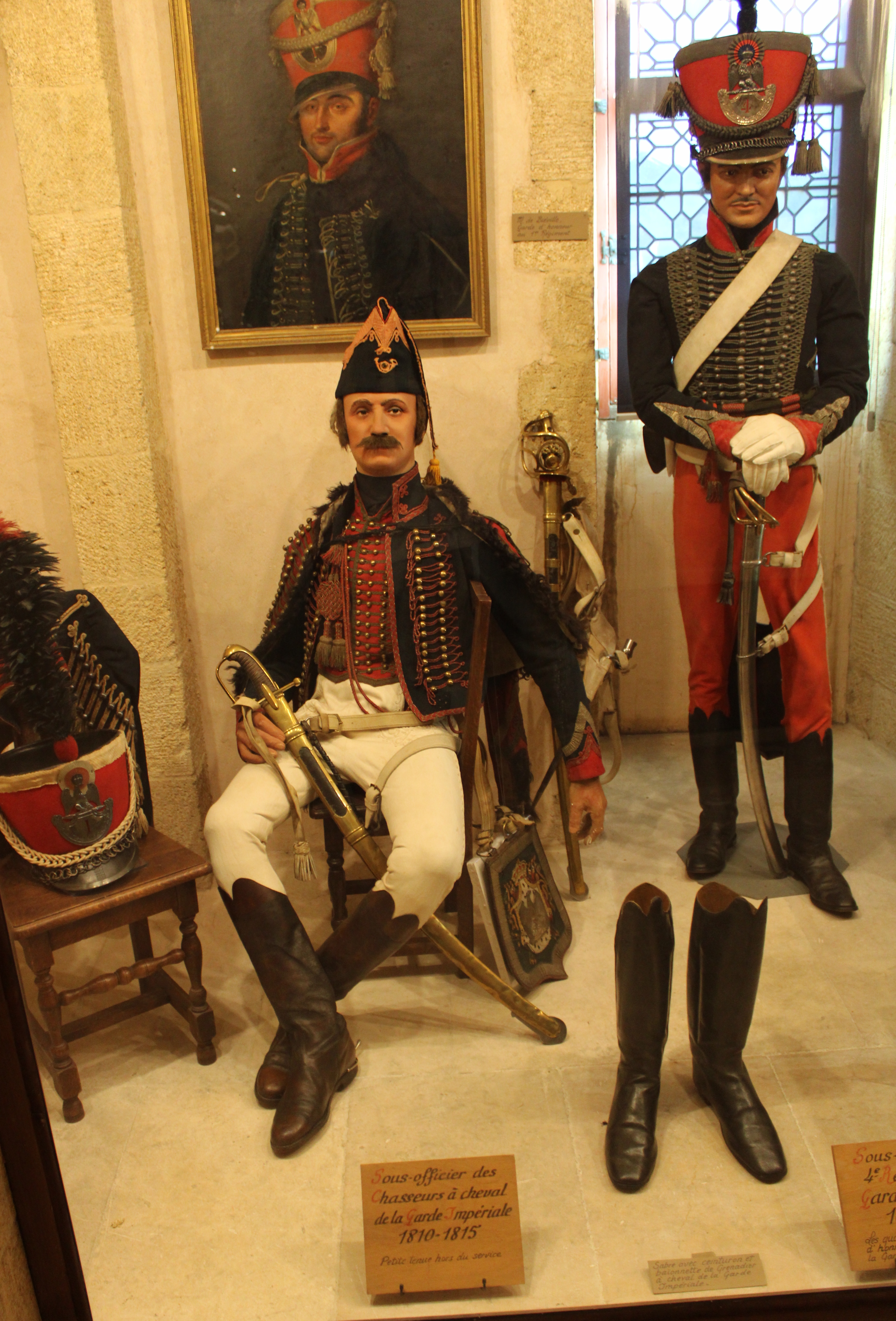
Sous-officier de la Garde Impériale (1810).
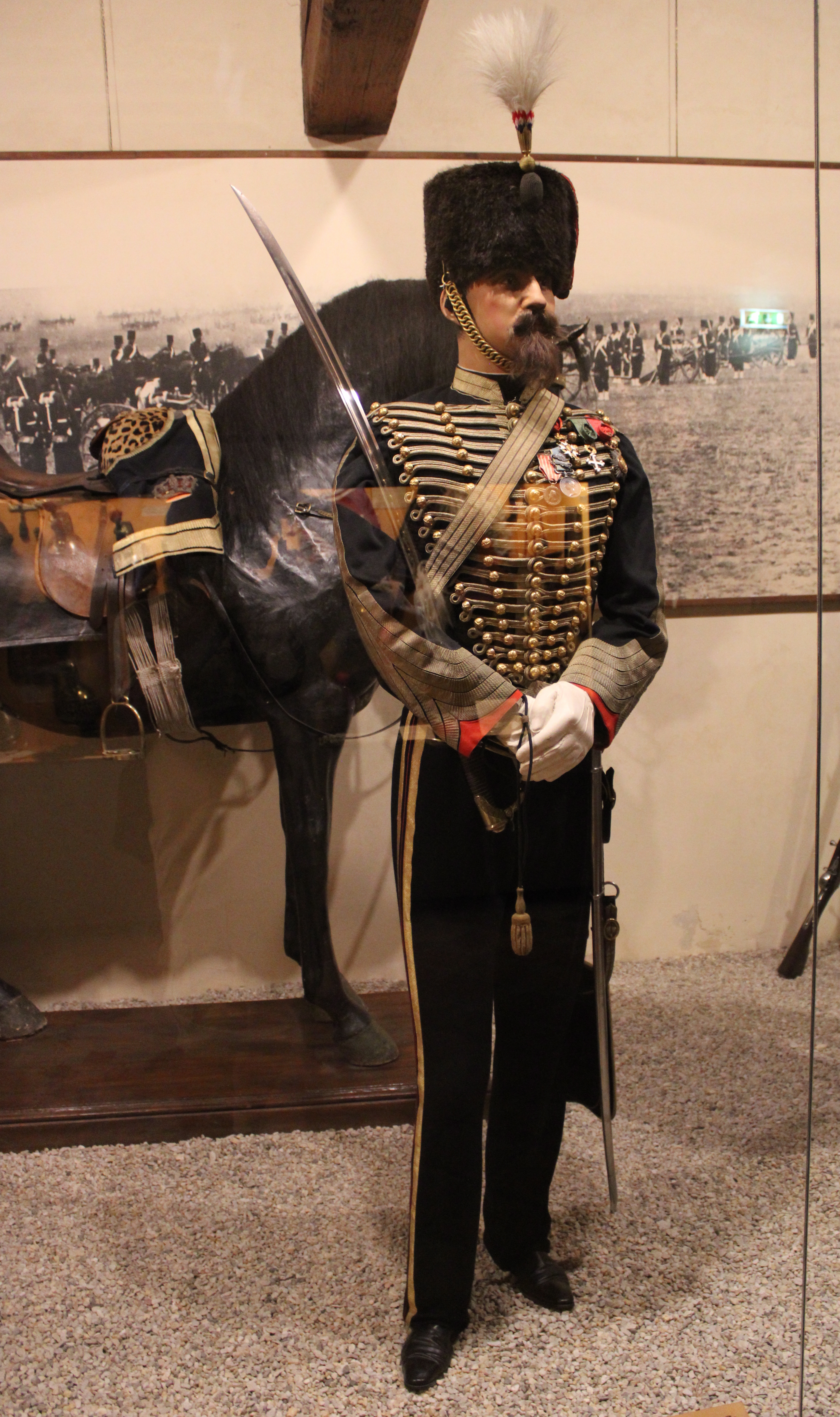
Uniforme de Grande Tenue de Colonel (vers 1860).

### Musée de Salon et de la Crau
Ce musée de société et histoire locale retrace la vie à Salon de l'Antiquité au XXe siècle en archéologie, savonnerie, agriculture et art religieux.

### Jardin des Simples

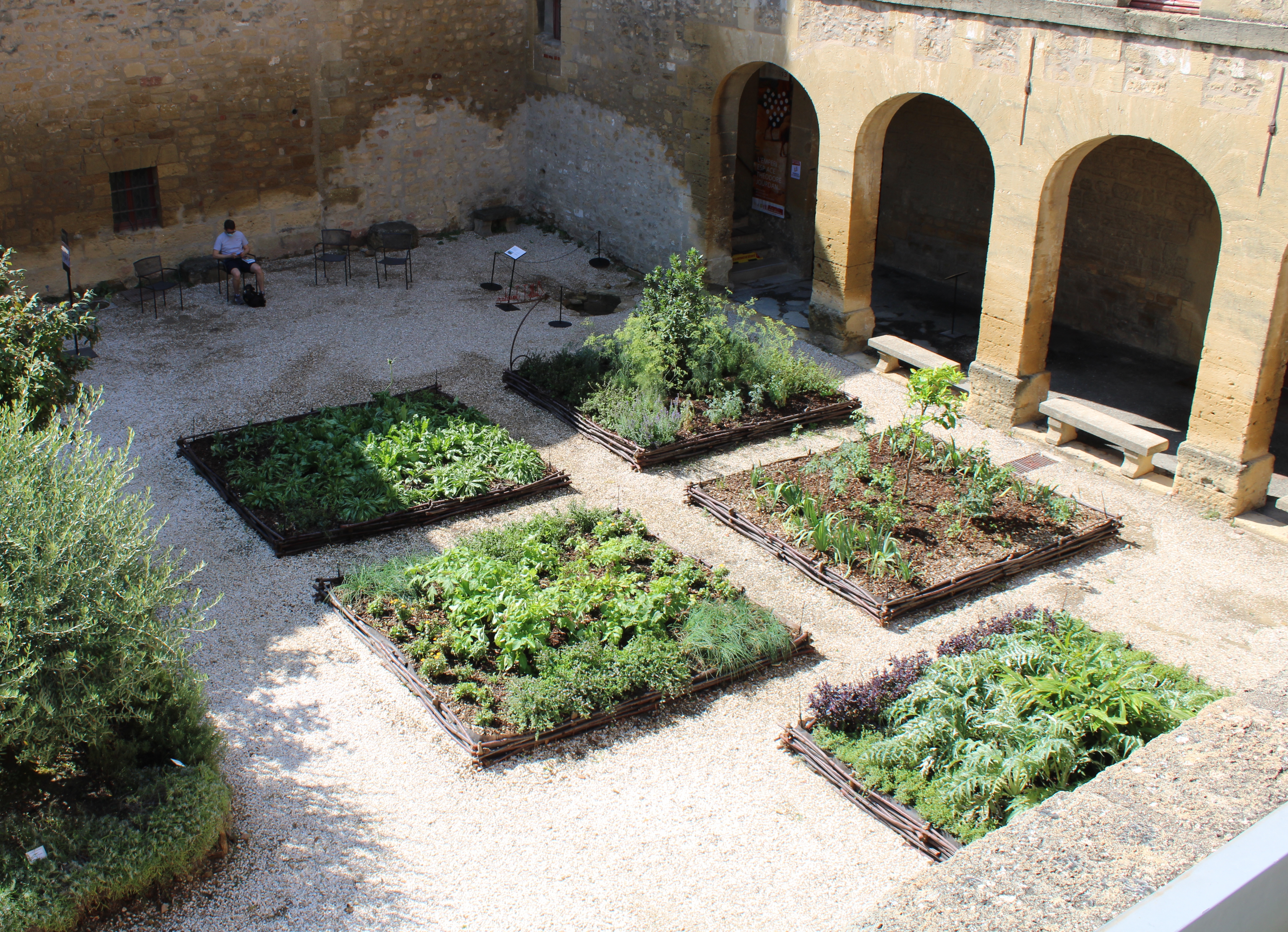
Le Jardin des simples.

Ce jardin est cultivé avec des plantes médicinales communes dans les collines provençales, utilisées par Nostradamus pour ses recettes de fardements, teinturiers, confitures, etc. Le musée Nostradamus est hors les murs au pied du château.

## Un lieu de vie artistique, culturel et associatif
Le Château de l'Empéri accueille chaque été de nombreux festivals et animations parmi lesquels :  L'été au château proposant des concerts de variété, Théâtre Côté Cour, Salon Festival international de musique de chambre de Provence ainsi que les Fêtes Renaissance, (anciennement Les Nostradamiques puis La Reconstit'), reconstitution historique du temps de Nostradamus avec défilés et transformation du centre ancien en une ville médiévale. Reconstitution a vu la présence du célèbre animateur de télévision Jean-Pierre Foucault. En 2006 la ville de Salon-de-Provence a eu l'honneur d'accueillir Robert Hossein, ce dernier ayant prêté sa voix au spectacle clôturant les festivités de la Reconstitution.

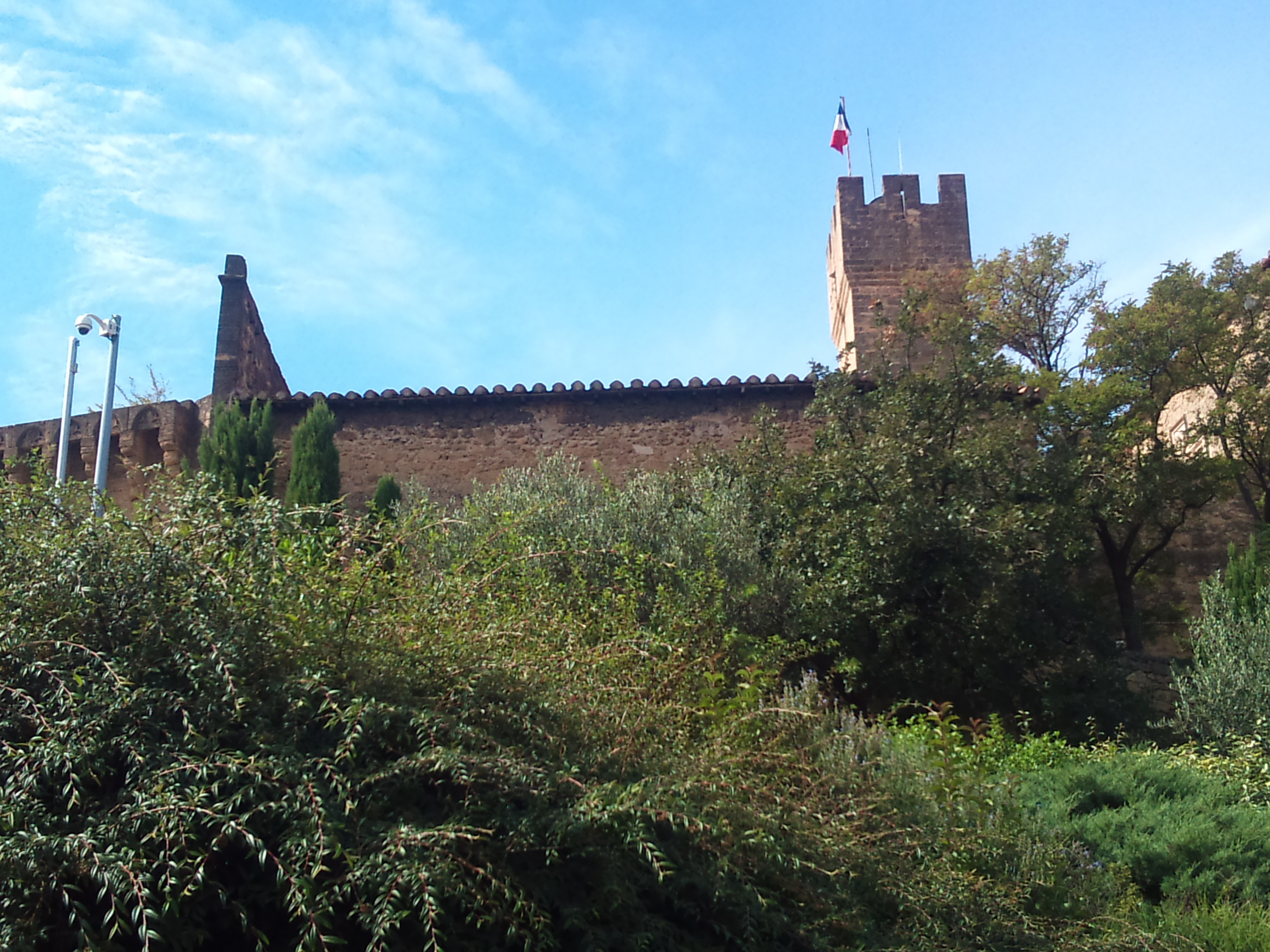
Photo du Château depuis la place des Centuries

Au pied du château se situe la place des Centuries débouchant sur l'Église Saint-Michel. Une esplanade offre une belle vue sur la vieille ville d'où les touristes aiment se prendre en photo.
La cour Brunon abrite de nombreuses associations artistiques et culturelles dont le conservatoire municipal, Salon Culture (porteuse du festival Les Z'EXpressives), les Amis du musée de Salon et de la Crau.
L'Empéri est aussi le nom qui a été donné au lycée jouxtant le château.
Cet établissement présentait la particularité de proposer à ses élèves une préparation destinée à intégrer l'École de l'air de Salon-de-Provence, pour des études au terme desquelles ils pouvaient rejoindre l'armée de l'air et espérer faire partie de la prestigieuse Patrouille de France, basée à Salon. Grâce à son chef cuisinier, le lycée de l'Empéri était aussi connu pour la qualité de son service de restauration. À plusieurs reprises des journaux télévisés ont couvert le repas de Noël réputé succulent. La cantine du lycée et son chef ont d'ailleurs fait l'objet d'une émission diffusée sur M6 en octobre 2006.

## Galerie

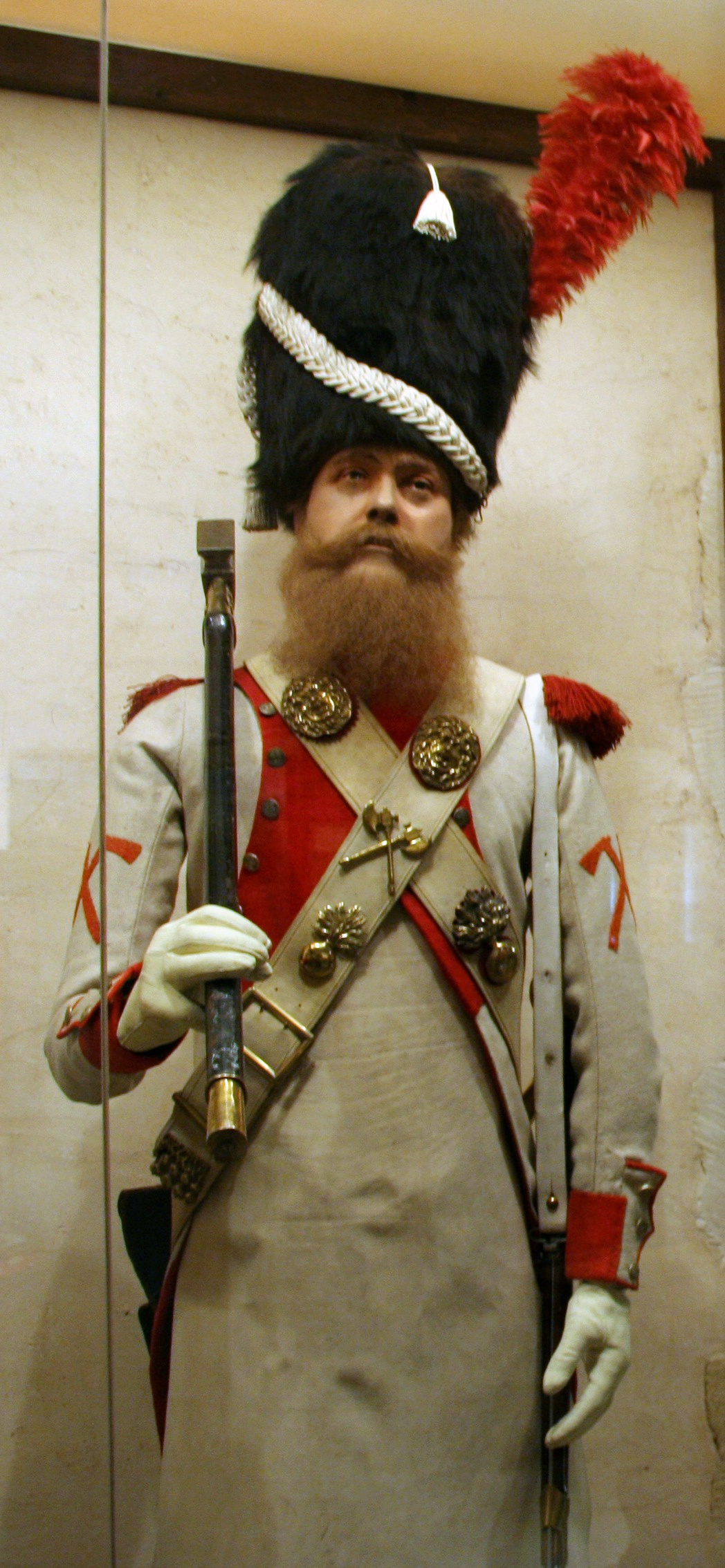
Sapeur du 23e RIL
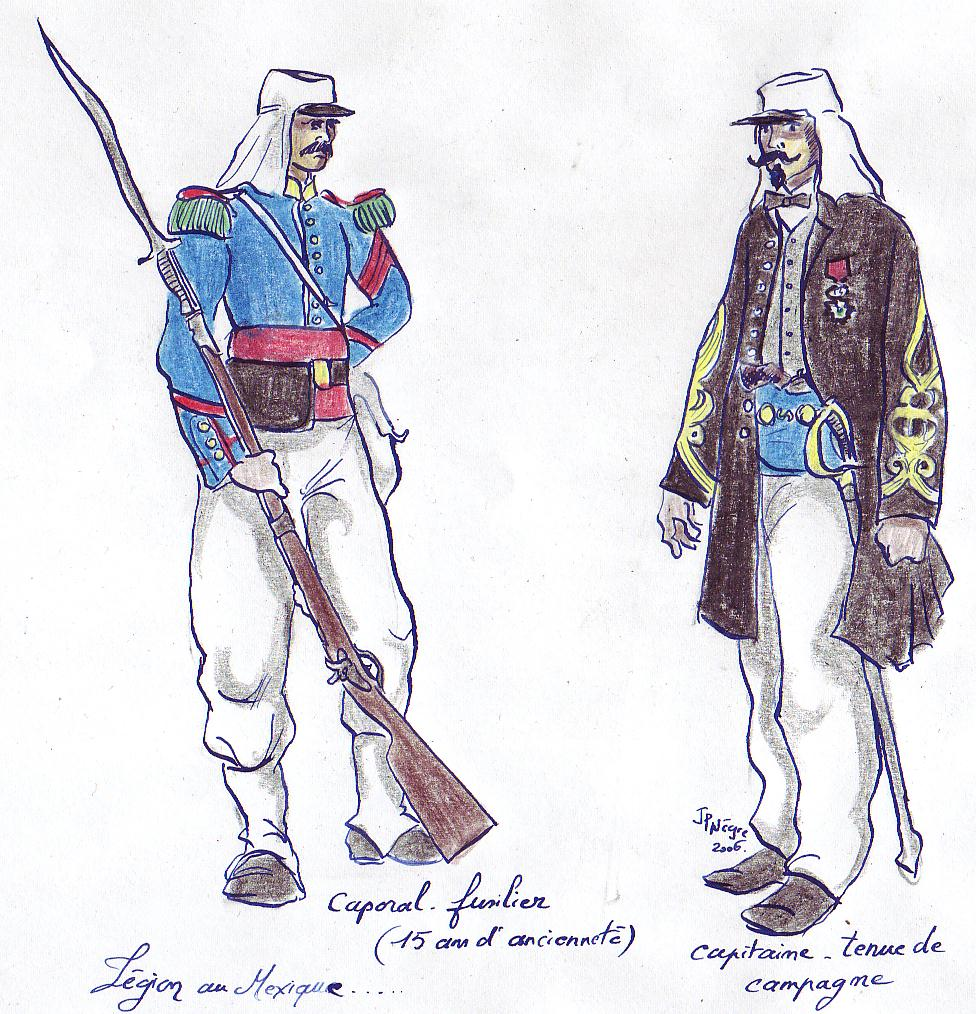
Légionnaires 1863
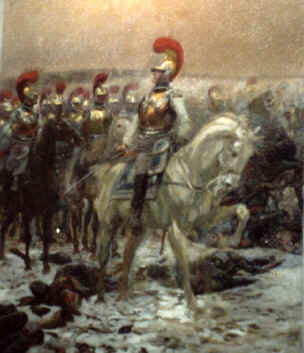
Carabiniers français pendant la Campagne de Russie